# پاسئو دل پرادو
پاسئو دل پرادو (به اسپانیایی: Paseo del Prado) یکی از بلوارهای اصلی مادرید، اسپانیا است. پاسئو دل پرادو انتهای جنوبی محور مرکزی شهر را تشکیل می‌دهد که در شمال پلازا د سیبیلس به عنوان پاسئو د رکولتوس و در شمال پاسئو د لا کاستلانا جاده را ادامه می‌دهند. این بلوار از موقعیتی فرهنگی برخوردار است و به عنوان بخشی از میراث جهانی یونسکو، همراه با پارک بوئن رتیرو فهرست شده‌است.

## نگارخانه

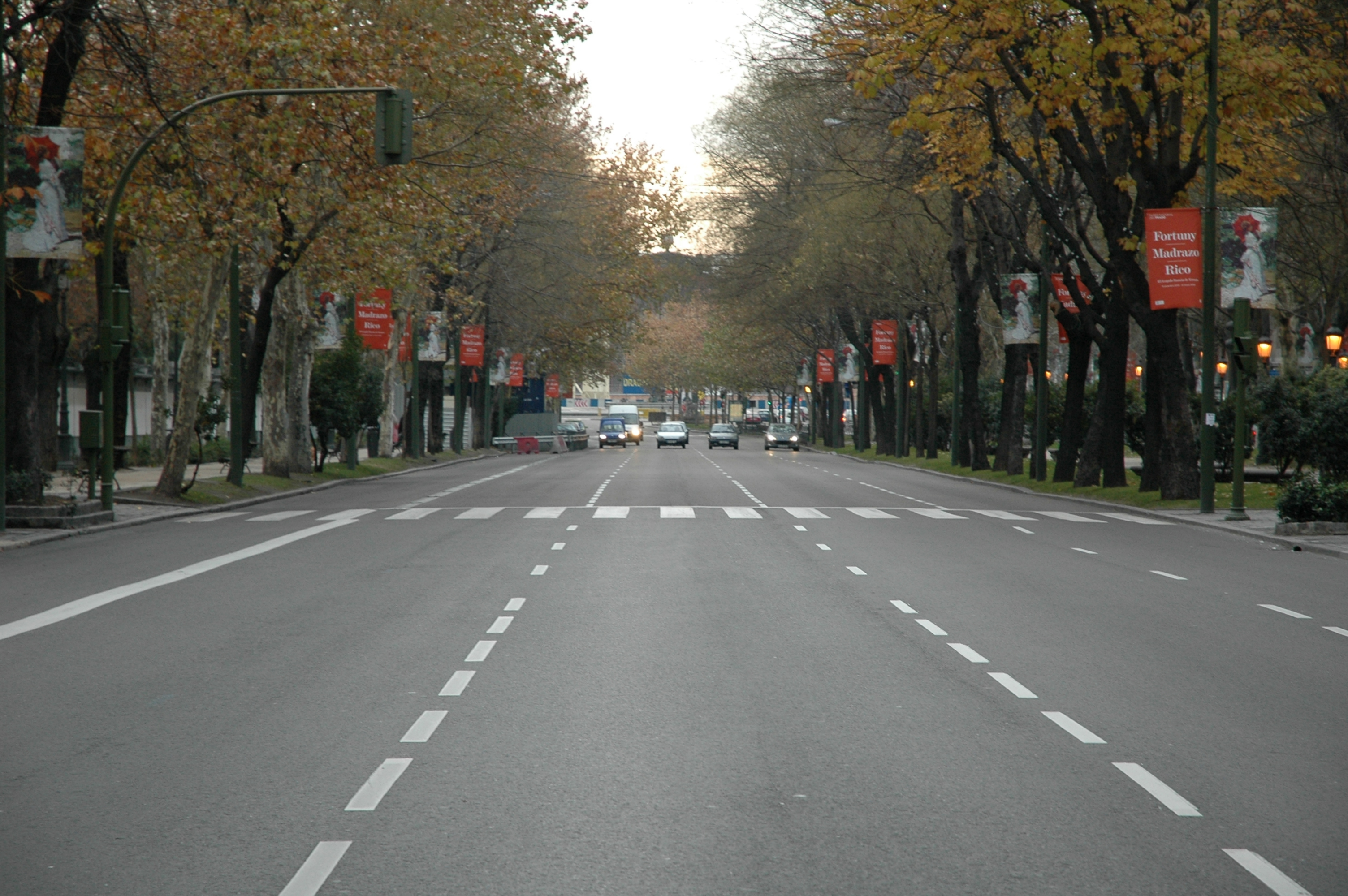
پاسئو دل پرادو ، مادرید
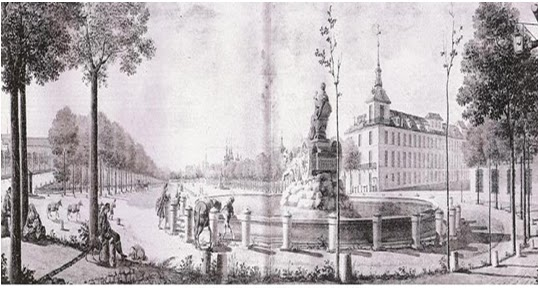
پاسئو دل پرادو با پلاسیو د آلکانیوسس
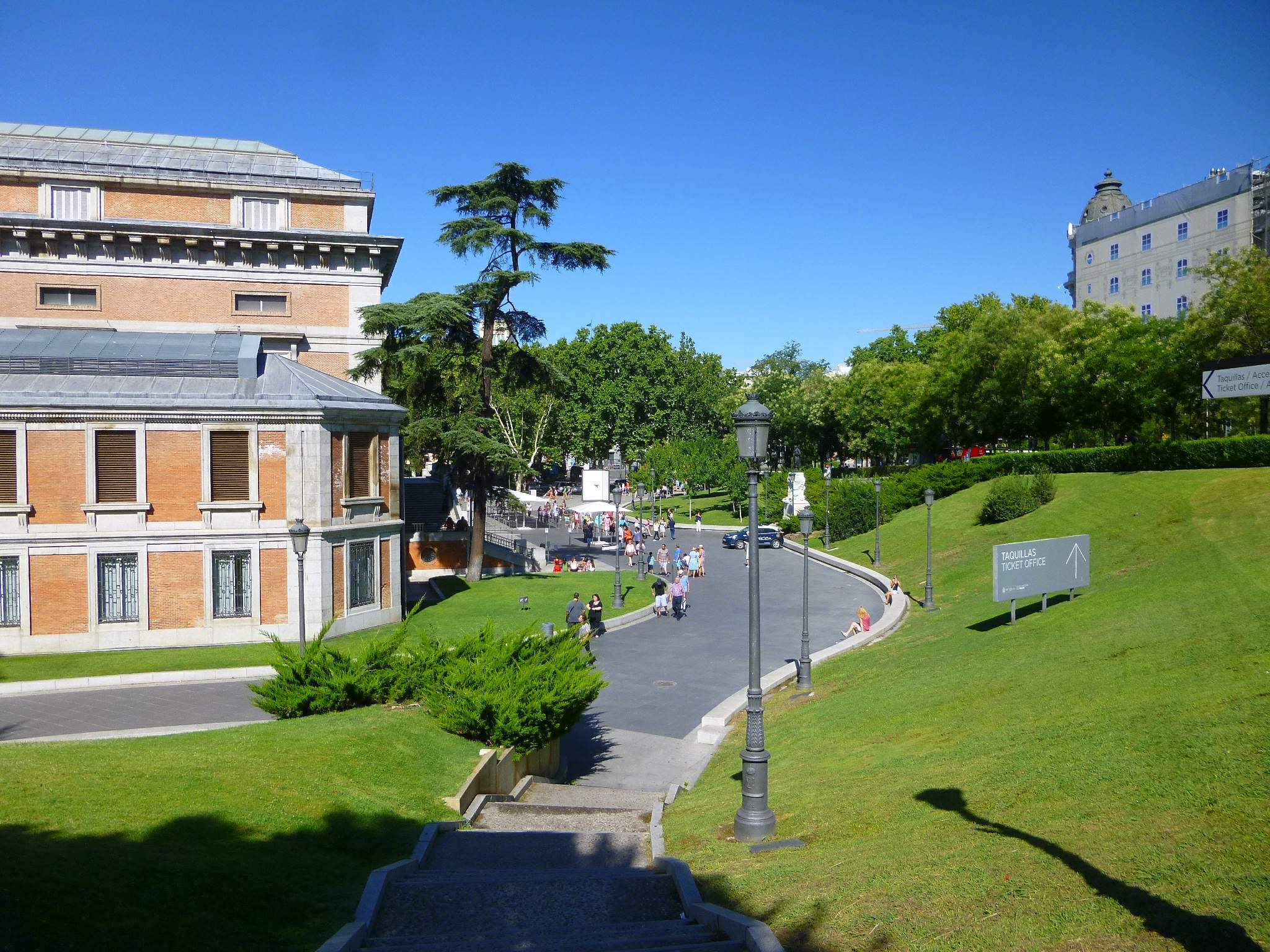
موزه دل پرادو